# Венелин Кръстев
Венелин Георгиев Кръ̀стев е български музикален публицист и историк, музикален педагог и общественик, професор.

## Биография
Роден е на 22 септември 1919 г. в Дупница. През 1943 г. завършва педагогическия факултет на Държавната музикална академия в София. През 1948 – 1949 г. специализира в Института по история на изкуството в Москва. От 1948 г. е асистент по история на музиката, а от 1953 г. е избран за доцент в Държавната музикална академия. От 1954 г. като старши научен сътрудник ръководи Музикално-историческата секция на Института по музикознание при БАН. През 1971 г. е избран за професор, а в периода 1978 – 1988 г. е директор на Института по музикознание. Умира през 2015 г.
Съпруг е на пианистката и музикален педагог проф. Люба Обретенова-Кръстева, сестра на Александър Обретенов и Светослав Обретенов. Тяхна дъщеря е органистката и композиторка Нева Кръстева. Брат е на Лиляна Дяковска - майка на певеца Любомир Дяковски и баба на певицата Люси Дяковска.

## Научни трудове
Автор е на редица научни трудове свързани с историята на българската музика и съвременното музикално изкуство:
- „Очерки върху развитието на българската музика“ (1954)
- „Българско музикознание и критика – идеи и проблеми“ (1972)
- „Българската музикална култура“ (1974)
- "Профили: Студии-есета за български композитори" в шест тома (1976-1986)